# دهه ۳۸۰ (پیش از میلاد)

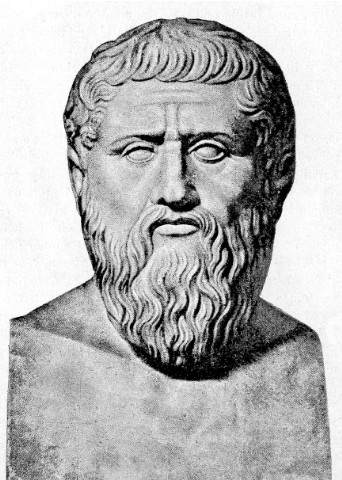
سردیس رومی از افلاطون که در آن دوران می‌زیسته است

دهه ۳۸۰ (پیش از میلاد) ۳۸مین دهه قبل از مبدا شروع تقویم میلادی است.